# Projekt Świętokrzyskie
Projekt Świętokrzyskie – stowarzyszenie o charakterze społecznym i samorządowym, powołane i kierowane przez eurodeputowanego, a następnie prezydenta Kielc Bogdana Wentę działające na terenie województwa świętokrzyskiego.

## Historia
Inauguracja działalności założonego przez bezpartyjnego eurodeputowanego Platformy Obywatelskiej Bogdana Wentę stowarzyszenia odbyła się 29 września 2016 w Kielcach – dzień po zarejestrowaniu organizacji. Wzięło w niej udział około 250 osób z całego terenu województwa świętokrzyskiego. Byli wśród nich liczni działacze PO, szefowa regionalna KOD, samorządowcy, a także działacze społeczni i sportowi. Za cele stowarzyszenie postawiło „rozwój społeczeństwa obywatelskiego w zakresie działalności społecznej, informacyjnej, kulturowej, naukowej i oświatowej na rzecz rozwoju demokracji”, a także wspieranie rozwoju gospodarczego i przedsiębiorczości, czy też promocję zdrowego stylu życia. Prezesem stowarzyszenia został Bogdan Wenta, wiceprezesem Danuta Papaj, a w zarządzie zasiadł także Robert Kaszuba (wówczas wiceprzewodniczący rady powiatu kieleckiego z PO).
Na wybory samorządowe w 2018 stowarzyszenie powołało KWW Projekt Świętokrzyskie Bogdana Wenty. Wystawiło listy we wszystkich okręgach do sejmiku województwa świętokrzyskiego (z list komitetu ubiegał się o reelekcję były radny PO Grzegorz Świercz), do rady miasta Kielce oraz do rad powiatów kieleckiego i opatowskiego, a także kandydata na prezydenta Kielc (Bogdana Wentę – startującego bez poparcia partyjnego), jednego kandydata na wójta oraz kandydatów na radnych w 8 gminach (na obszarze 4 powiatów). W wyborach do sejmiku komitet uzyskał 5,26% głosów, uzyskując 1 mandat, który zdobyła Danuta Papaj. Bogdan Wenta został wybrany na prezydenta Kielc, wygrywając w II turze z urzędującym od 2002 prezydentem Wojciechem Lubawskim (w I turze uzyskał 37,62%, a w II 61,25% głosów). W wyborach do rady miasta Projekt Świętokrzyskie zajął 2. miejsce, zdobywając 7 mandatów. Ponadto uzyskał 4 mandaty w radzie powiatu kieleckiego, 1 mandat w radzie powiatu opatowskiego oraz 7 mandatów w radach gmin. W związku z objęciem w czerwcu 2019 przez Danutę Papaj funkcji wiceprezydenta Kielc, która skutkowała wygaśnięciem jej mandatu radnej wojewódzkiej, w lipcu zastąpił ją w sejmiku Grzegorz Świercz.

## Poparcie w wyborach

### Sejmik Województwa Świętokrzyskiego
| Wybory | Głosy  | Głosy      | Głosy | Mandaty | Mandaty |
| Wybory | Liczba | %          | +/–   | Liczba  | +/–     |
| ------ | ------ | ---------- | ----- | ------- | ------- |
| 2018   | 28 314 | 5,26% (5.) | —     | 1/30    | —       |

### Rada Miasta Kielce
| Wybory | Głosy  | Głosy       | Głosy | Mandaty | Mandaty |
| Wybory | Liczba | %           | +/–   | Liczba  | +/–     |
| ------ | ------ | ----------- | ----- | ------- | ------- |
| 2018   | 17 078 | 19,90% (2.) | —     | 7/28    | —       |

### Prezydent Miasta Kielce
| Wybory | Kandydat     | I tura | I tura     | II tura | II tura    | Uwagi                                                     |
| Wybory | Kandydat     | Głosów | %          | Głosów  | %          | Uwagi                                                     |
| ------ | ------------ | ------ | ---------- | ------- | ---------- | --------------------------------------------------------- |
| 2018   | Bogdan Wenta | 32 913 | 37,62 (1.) | 49178   | 61,25 (1.) | Wygrana z Wojciechem Lubawskim (Porozumienie Samorządowe) |

### Rada Powiatu Kieleckiego
| Wybory | Głosy  | Głosy       | Głosy | Mandaty | Mandaty |
| Wybory | Liczba | %           | +/–   | Liczba  | +/–     |
| ------ | ------ | ----------- | ----- | ------- | ------- |
| 2018   | 12 432 | 12,97% (3.) | —     | 4/28    | —       |

### Rada Powiatu Opatowskiego
| Wybory | Głosy  | Głosy       | Głosy | Mandaty | Mandaty |
| Wybory | Liczba | %           | +/–   | Liczba  | +/–     |
| ------ | ------ | ----------- | ----- | ------- | ------- |
| 2018   | 2590   | 10,06% (3.) | —     | 1/17    | —       |